# Moehringia markgrafii
Moehringia markgrafii là loài thực vật có hoa thuộc họ Cẩm chướng. Loài này được Merxm. & Gutermann mô tả khoa học đầu tiên năm 1957.